# The Red Tour
The Red Tour bylo třetí koncertní turné americké zpěvačky Taylor Swift na podporu jejího čtvrtého studiového alba, Red (2012). Turné začalo 13. března 2013 v CenturyLink Center v Omaze, Nebrasce. Bylo zakončeno 12. června 2014 v Singapore Indoor Stadium v Singapuru.

## Vývoj

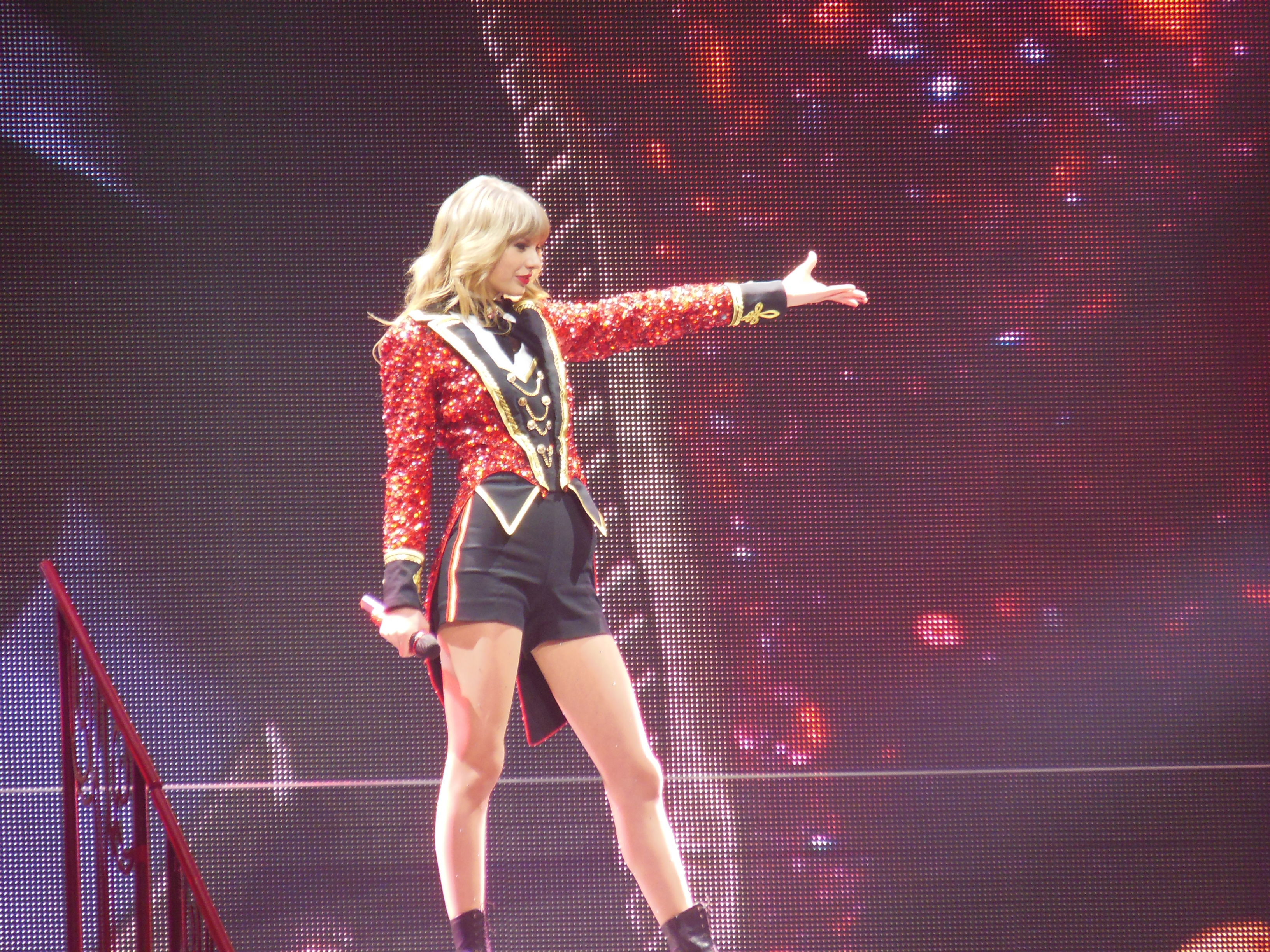
Swift během The Red Tour

Dne 25. října 2012 během TV speciálu All Access Nashville with Katie Couric – A Special Edition of 20/20 Swift oznámila, že se vydá na stadionové a arénové turné po Severní Americe v první půlce 2013, aby podpořila své čtvrté studiové album, Red (2012). Během rádiového rozhovoru s WRVW Swift zmínila: „Je to úplně jiné od mých předešlých sňůr.“

Swift řekla časopisu Billboard:
„Samozřejmě, že turné bude velkou reprezentací k této nahrávce. Jsem natěšená, jak uvidím, které písně jsou u fanoušků nejoblíbenější a u kterých budou skákat vysoko. Vždy vidíme, u kterých jsou fanoušci velmi odvázaní a u kterých nejvíce šílí. Ty jsou definitivně v setlistu. Už se nemůžu dočkat.“

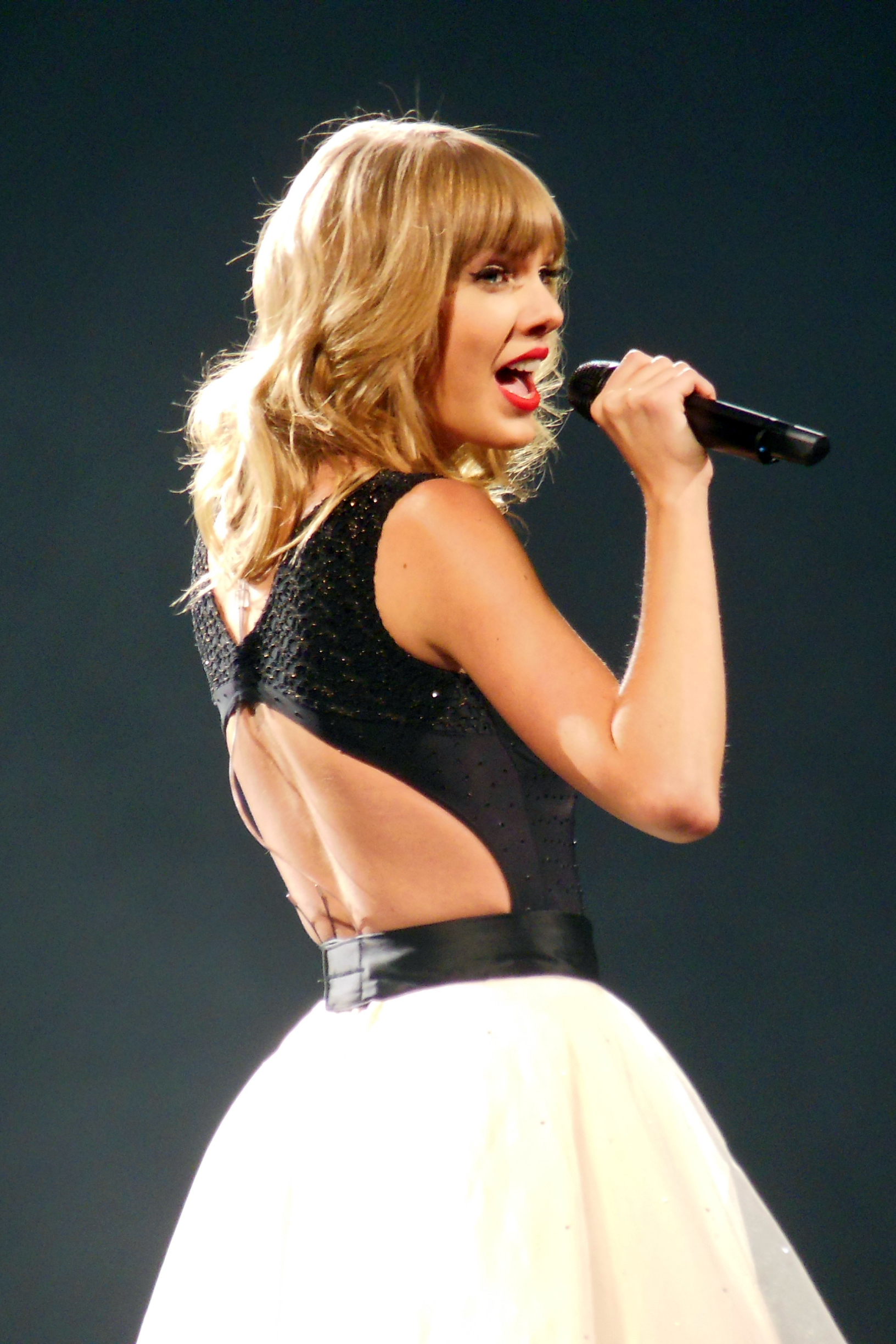
Swift při písni "Treacherous"

Swift použila verzi Lennyho Kravitze k písni „American Woman“ jako úvodní píseň. Také zazpívala píseň „Ho Hey“ od The Lumineers v mixu s její písní „Stay Stay Stay“.

## Rekordy
Swift stala první sólovou umělkyní, aby koncertovala s národním stadionovým turné po Austrálii, neboť poslední ženskou umělkyni byla Madonna s The Girlie Show World Tour v roce 1993. Swift vystoupila pro publikum okolo 40 900 fanoušků Allianz Stadium v australském Sydney, kdy se stala první ženskou umělkyní v historii stadionu, která vyprodala stadion od jeho postavení v roce 1988.
Turné se rovněž stalo nejvýdělečnějším turné country umělce v historii, kdy celkově vydělalo $150 milionů a předehnalo turné Tim McGraw a Faith Hill a jejich Soul2Soul II Tour, které vyneslo $141 milionů.

## Setlist
Následující setlist zastupuje show 13. března 2013 v Omaze a nemusí být stejný pro všechny koncerty v rámci celého turné.
1. "State of Grace"
2. "Holy Ground"
3. "Red"
4. "You Belong With Me"
5. "The Lucky One"
6. "Mean"
7. "Stay Stay Stay" (zmixovanáno s "Ho Hey")
8. "22"
9. "I Almost Do"
10. "Everything Has Changed" (s Edem Sheeranem)
11. "Begin Again"
12. "Sparks Fly"
13. "I Knew You Were Trouble"
14. "All Too Well"
15. "Love Story"
16. "Treacherous"
17. "We Are Never Ever Getting Back Together"

| Poznámky |
| --- |
| - Od 20. července 2013 bylo "Stay Stay Stay" odstraněno ze setlistu. - Během oceánské, evropské a asijské části "Everything Has Changed" nebyla součástí setlistu. - Během Oceánie, Asie a koncertu v Berlíně původní "You Belong With Me" nebylo zařazeno. - Od 30. května 2014 akustická verze "You Belong With Me" nahradilo "Begin Again". Navíc "Treacherous" bylo ostraněno ze setlistu. |

| Severní Amerika |
| --- |
| - Během druhé show v Omaze, "White Horse" - Během první show v St. Louis, "Shoud've Said No" - Během druhé show v St. Louis, "Cold As You" - Během show v Charlotte, "Tim McGraw" - Během show v Columbii, "Forever & Always" - Během první show v Newarku, "Starlight" - Během druhé show v Newarku, "The Story of Us" - Během třetí show v Newarku, "You're Not Sorry" - Během show v Miami, "Today Was a Fairytale" - Během první show v Orlandu, "You're Not Sorry" - Během druhé show v Orlandu, "Our Song" - Během první show v Atlantě, "Shoud've Said No" - Během druhé show v Atlantě, "Fifteen" - Během show v Clevelandu, "The Best Day" - Během show v Indianapolis, "Mine" - Během show v Lexington, "Our Song" - Během show v Detroitu, "Ours" - Během show v Louisville, "Enchanted" - Během show v Columbusu, "Our Song" - Během první show ve Washingtonu DC, "Never Grow Up" - Během druhé show ve Washingtonu DC, "The Best Day" - Během show v Houstonu, "Fearless" - Během show v Austinu, "Safe & Sound" - Během show v San Antoniu, "Teardrops on My Guitar" - Během show v Arligtonu, "Our Song" - Během první show v Glendale, "Haunted" - Během druhé show v Glandale, "Starlight" - Během show v Salt Lake City, "Our Song" - Během show v Denveru, "Enchanted" - Během první show v Torontu, "Tim McGraw" - Během druhé show v Torontu, "THighway Don't Care" - Během show ve Winnipegu, "Teardrops on My Guitar" - Během první show v Edmontonu, "White Horse" - Během druhé show v Edmontonu, "Fearless" - Během show v Vancouveru, "Long Live" - Během show v Pittsburghu, "Our Song" - Během show v East Ruthefordu, "Shoud've Said No" - Během první show v Philadelphii, "Safe & Sound" - Během první show v Foxborough, "Shoud've Said No" - Během druhé show ve Foxborough, "Fearless" - Během show v Des Moines, "Ours" - Během první show v Kansas City, "Stay Stay Stay" - Během druhé show v Kansas City, "Our Song" - Během show ve Wichitě, "Tim McGraw" - Během show v Tulse, "Hey Stephen" - Během show v Chicagu, "Fearless" - Během show v San Diegu, "Fifteen" - Během první show v Los Angeles, "Ours" - Během druhé show v Los Angeles, "Fifteen" - Během třetí show v Los Angeles, "Enchanted" - Během čtvrté show v Los Angeles, "Fifteen" - Během show v Sacramentu, "Our Song" - Během show v Portlandu, "Enchanted" - Během show v Tacomě, "You're Not Sorry" - Během show ve Fargu, "Speak Now" - Během první show v Saint Paulu, "Tell Me Why" - Během druhé show v Saint Paulu, "Sad Beautiful Tragic" - Během show v Greensboro, "Change" - Během show v Raleigh, "Our Song" - Během show v Charlottesville, "Last Kiss" - Během první show v Nashvillu, "Our Song" - Během druhé show v Nashvillu, "Fifteen" - Během třetí show v Nashvillu, "Sad Beautiful Tragic" |

| Oceánie                                              |
| ---------------------------------------------------- |
| Během všech show "You Belong With Me" bylo zařazeno. |

| Evropa |
| --- |
| - Během první show v Londýně, "Fearless" - Během druhé show v Londýně, "Fifteen" - Během třetí show v Londýně, "Ours" - Během show v Berlíně, "You Belong With Me" - Během čtvrté show v Londýně, "Fearless" - Během páté show v Londýně, "Long Live" |

| Asie |
| --- |
| - Během show v Šanghaji, "Fearless" - Během show v Saitamě, "Mine" - Během show v Jakartě, "Fifteen" - Během show v Pasay, "Fearless" - Během první show v Singapuru, "Teardrops on My Guitar" - Během show v Kuala Lumpur, "Enchanted" - Během druhé show v Singapuru, "Long Live" |

| Speciální hosti |
| --- |
| Swift překvapovala fanoušky během turné svými speciálními hosty, se kterými zazpívala duet. - 19. března 2013 – St. Louis: "Hey Porsche" s Nellym - 28. března 2013 - Newark: "Everybody Talks" s Tylerem Glennem z Neon Trees - 29. března 2013 - Newark: "Drive By" s Patrickem Monahanem z Train - 19. dubna 2013 - Atlanta: "Both of Us" s B.o.B - 13. července 2013 - East Rutherford: "My Songs Know What You Did in the Dark (Light Em Up)" s Patrickem Stumpem z Fall Out Boy - 27. července 2013 - Foxborough: "You're So Vain" s Carly Simon - 19. srpna 2013 - Los Angeles: "Want U Back" s Cher Lloyd a "Brave" se Sara Bareilles - 20. srpna 2013 - Los Angeles: "Closer" s Tegan and Sara - 23. srpna 2013 - Los Angeles: "Anything Could Happen" s Ellie Goulding - 24. srpna 2013 - Los Angeles: "Jenny from the Block" s Jennifer Lopez - 27. srpna 2013 - Sacramento: "The Last Time" s Garym Lightbody ze Snow Patrol - 19. září 2013 - Nashville: "I Don't Want This Night to End" s Lukem Bryanem - 20. září 2013 - Nashville: "What Hurts the Most" s Rascal Flatts - 21. září 2013 - Nashville: "I Want Crazy" s Hunterem Hayesem - 1. února 204 - Londýn: "Lego House" s Edem Sheeranem - 2. února 2014 - Londýn: "Money on My Mind" se Samem Smithem - 4. února 2014 - Londýn: "Breakeven" s Danny O'Donoghue z The Script - 7. února 2014 - Berlín: "I See Fire" s Edem Sheeranem - 10. února 2014 - Londýn: "Next to Me" s Emeli Sandé - 11. února 2014 - Londýn: "Burn" s Ellie Goulding |

## Seznam koncertů
| Datum                     | Město                     | Stát                      | Místo                     | Předskokan(i)                                 | Účast                        | Příjem                    |
| Etapa 1 – Severní Amerika | Etapa 1 – Severní Amerika | Etapa 1 – Severní Amerika | Etapa 1 – Severní Amerika | Etapa 1 – Severní Amerika                     | Etapa 1 – Severní Amerika    | Etapa 1 – Severní Amerika |
| ------------------------- | ------------------------- | ------------------------- | ------------------------- | --------------------------------------------- | ---------------------------- | ------------------------- |
| 13. březnu 2013           | Omaha                     | USA                       | CenturyLink Center        | Ed Sheeran Brett Eldredge                     | 27,877 / 27,877              | $2,243,164                |
| 14. březnu 2013           | Omaha                     | USA                       | CenturyLink Center        | Ed Sheeran Brett Eldredge                     | 27,877 / 27,877              | $2,243,164                |
| 18. března 2013           | St. Louis                 | USA                       | Scottrade Center          | Ed Sheeran Brett Eldredge                     | 28,582 / 28,582              | $2,346,203                |
| 19. března 2013           | St. Louis                 | USA                       | Scottrade Center          | Ed Sheeran Brett Eldredge                     | 28,582 / 28,582              | $2,346,203                |
| 22. března 2013           | Charlotte                 | USA                       | Time Warner Cable Arena   | Ed Sheeran Brett Eldredge                     | 14,686 / 14,686              | $1,162,733                |
| 23. března 2013           | Columbia                  | USA                       | Colonial Life Arena       | Ed Sheeran Brett Eldredge                     | 12,490 / 12,490              | $996,114                  |
| 27. března 2013           | Newark                    | USA                       | Prudential Center         | Ed Sheeran Florida Georgia Line               | 38,065 / 38,065              | $3,565,317                |
| 28. března 2013           | Newark                    | USA                       | Prudential Center         | Ed Sheeran Florida Georgia Line               | 38,065 / 38,065              | $3,565,317                |
| 29. března 2013           | Newark                    | USA                       | Prudential Center         | Ed Sheeran Florida Georgia Line               | 38,065 / 38,065              | $3,565,317                |
| 10. dubna 2013            | Miami                     | USA                       | American Airlines Arena   | Ed Sheeran Brett Eldredge                     | 12,808 / 12,808              | $1,010,175                |
| 11. dubna 2013            | Orlando                   | USA                       | Amway Center              | Ed Sheeran Brett Eldredge                     | 25,617 / 25,617              | $2,054,128                |
| 12. dubna 2013            | Orlando                   | USA                       | Amway Center              | Ed Sheeran Brett Eldredge                     | 25,617 / 25,617              | $2,054,128                |
| 18. dubna 2013            | Atlanta                   | USA                       | Philips Arena             | Ed Sheeran Brett Eldredge                     | 25,471 / 25,471              | $2,048,023                |
| 19. dubna 2013            | Atlanta                   | USA                       | Philips Arena             | Ed Sheeran Brett Eldredge                     | 25,471 / 25,471              | $2,048,023                |
| 20. dubna 2013            | Tampa                     | USA                       | Tampa Bay Times Forum     | Ed Sheeran Brett Eldredge                     | 14,080 / 14,080              | $1,132,095                |
| 25. dubna 2013            | Cleveland                 | USA                       | Quicken Loans Arena       | Ed Sheeran Brett Eldredge                     | 15,336 / 15,336              | $1,247,605                |
| 26. dubna 2013            | Indianapolis              | USA                       | Bankers Life Fieldhouse   | Ed Sheeran Brett Eldredge                     | 13,573 / 13,573              | $1,082,042                |
| 27. dubna 2013            | Lexington                 | USA                       | Rupp Arena                | Ed Sheeran Brett Eldredge                     | 17,003 / 17,003              | $1,342,699                |
| 4. května 2013            | Detroit                   | USA                       | Ford Field                | Ed Sheeran Austin Mahone Brett Eldredge       | 48,265 / 48,265              | $3,969,059                |
| 7. května 2013            | Louisville                | USA                       | KFC Yum! Center           | Ed Sheeran Florida Georgia Line               | 15,135 / 15,135              | $1,246,491                |
| 8. května 2013            | Columbus                  | USA                       | Nationwide Arena          | Ed Sheeran Florida Georgia Line               | 14,267 / 14,267              | $1,155,170                |
| 11. května 2013           | Washington, D.C.          | USA                       | Verizon Center            | Ed Sheeran Brett Eldredge                     | 27,619 / 27,619              | $2,489,205                |
| 12. května 2013           | Washington, D.C.          | USA                       | Verizon Center            | Ed Sheeran Brett Eldredge                     | 27,619 / 27,619              | $2,489,205                |
| 16. května 2013           | Houston                   | USA                       | Toyota Center             | Ed Sheeran Brett Eldredge                     | 12,467 / 12,467              | $961,422                  |
| 21. května 2013           | Austin                    | USA                       | Frank Erwin Center        | Ed Sheeran Florida Georgia Line               | 11,916 / 11,916              | $935,631                  |
| 22. května 2013           | San Antonio               | USA                       | AT&T Center               | Ed Sheeran Florida Georgia Line               | 13,974 / 13,974              | $1,105,253                |
| 25. května 2013           | Arlington                 | USA                       | Cowboys Stadium           | Ed Sheeran Austin Mahone Florida Georgia Line | 53,020 / 53,020              | $4,589,266                |
| 28. května 2013           | Glendale                  | USA                       | Jobing.com Arena          | Ed Sheeran Joel Crouse                        | 26,705 / 26,705              | $2,239,370                |
| 29. května 2013           | Glendale                  | USA                       | Jobing.com Arena          | Ed Sheeran Joel Crouse                        | 26,705 / 26,705              | $2,239,370                |
| 1. června 2013            | Salt Lake City            | USA                       | EnergySolutions Arena     | Ed Sheeran Joel Crouse                        | 14,007 / 14,007              | $1,139,360                |
| 2. června 2013            | Denver                    | USA                       | Pepsi Center              | Ed Sheeran Joel Crouse                        | 13,489 / 13,489              | $1,076,069                |
| 14. června 2013           | Toronto                   | Kanada                    | Rogers Centre             | Ed Sheeran Austin Mahone Joel Crouse          | 87,627 / 87,627              | $7,863,310                |
| 15. června 2013           | Toronto                   | Kanada                    | Rogers Centre             | Ed Sheeran Austin Mahone Joel Crouse          | 87,627 / 87,627              | $7,863,310                |
| 22. června 2013           | Winnipeg                  | Kanada                    | Investors Group Field     | Ed Sheeran Austin Mahone Joel Crouse          | 33,061 / 33,061              | $3,175,430                |
| 25. června 2013           | Edmonton                  | Kanada                    | Rexall Place              | Ed Sheeran Joel Crouse                        | 25,663 / 25,663              | $2,379,870                |
| 26. června 2013           | Edmonton                  | Kanada                    | Rexall Place              | Ed Sheeran Joel Crouse                        | 25,663 / 25,663              | $2,379,870                |
| 29. června 2013           | Vancouver                 | Kanada                    | BC Place Stadium          | Ed Sheeran Austin Mahone Joel Crouse          | 41,142 / 41,142              | $3,974,410                |
| 6. července 2013          | Pittsburgh                | USA                       | Heinz Field               | Ed Sheeran Austin Mahone Joel Crouse          | 56,047 / 56,047              | $4,718,518                |
| 13. července 2013         | East Rutherford           | USA                       | MetLife Stadium           | Ed Sheeran Austin Mahone Joel Crouse          | 52,399 / 52,399              | $4,670,011                |
| 19. července 2013         | Filadelfie                | USA                       | Lincoln Financial Field   | Ed Sheeran Austin Mahone Joel Crouse          | 101,277 / 101,277            | $8,822,335                |
| 20. července 2013         | Filadelfie                | USA                       | Lincoln Financial Field   | Ed Sheeran Austin Mahone Joel Crouse          | 101,277 / 101,277            | $8,822,335                |
| 26. července 2013         | Foxborough                | USA                       | Gillette Stadium          | Ed Sheeran Austin Mahone Joel Crouse          | 110,712 / 110,712            | $9,464,063                |
| 27. července 2013         | Foxborough                | USA                       | Gillette Stadium          | Ed Sheeran Austin Mahone Joel Crouse          | 110,712 / 110,712            | $9,464,063                |
| 1. srpna 2013             | Des Moines                | USA                       | Wells Fargo Arena         | Ed Sheeran Florida Georgia Line               | 13,368 / 13,368              | $1,075,576                |
| 2. srpna 2013             | Kansas City               | USA                       | Sprint Center             | Ed Sheeran Florida Georgia Line               | 26,412 / 26,412              | $2,093,172                |
| 3. srpna 2013             | Kansas City               | USA                       | Sprint Center             | Ed Sheeran Florida Georgia Line               | 26,412 / 26,412              | $2,093,172                |
| 6. srpna 2013             | Wichita                   | USA                       | Intrust Bank Arena        | Ed Sheeran Casey James                        | 12,231 / 12,231              | $983,882                  |
| 7. srpna 2013             | Tulsa                     | USA                       | BOK Center                | Ed Sheeran Casey James                        | 10,949 / 10,949              | $868,955                  |
| 10. srpna 2013            | Chicago                   | USA                       | Soldier Field             | Ed Sheeran Austin Mahone Casey James          | 50,809 / 50,809              | $4,149,148                |
| 15. srpna 2013            | San Diego                 | USA                       | Valley View Casino Center | Ed Sheeran Casey James                        | 10,872 / 10,872              | $948,541                  |
| 19. srpna 2013            | Los Angeles               | USA                       | Staples Center            | Ed Sheeran Casey James                        | 55,829 / 55,829              | $4,734,463                |
| 20. srpna 2013            | Los Angeles               | USA                       | Staples Center            | Ed Sheeran Casey James                        | 55,829 / 55,829              | $4,734,463                |
| 23. srpna 2013            | Los Angeles               | USA                       | Staples Center            | Ed Sheeran Casey James                        | 55,829 / 55,829              | $4,734,463                |
| 24. srpna 2013            | Los Angeles               | USA                       | Staples Center            | Ed Sheeran Casey James                        | 55,829 / 55,829              | $4,734,463                |
| 27. srpna 2013            | Sacramento                | USA                       | Sleep Train Arena         | Ed Sheeran Casey James                        | 12,795 / 12,795              | $1,138,103                |
| 30. srpna 2013            | Portland                  | USA                       | Moda Center               | Ed Sheeran Casey James                        | 13,952 / 13,952              | $1,084,760                |
| 31. srpna 2013            | Tacoma                    | USA                       | Tacoma Dome               | Ed Sheeran Casey James                        | 20,348 / 20,348              | $1,584,049                |
| 6. září 2013              | Fargo                     | USA                       | Fargodome                 | Ed Sheeran Casey James                        | 21,073 / 21,073              | $1,661,578                |
| 7. září 2013              | Saint Paul                | USA                       | Xcel Energy Center        | Ed Sheeran Casey James                        | 28,920 / 28,920              | $2,320,937                |
| 8. září 2013              | Saint Paul                | USA                       | Xcel Energy Center        | Ed Sheeran Casey James                        | 28,920 / 28,920              | $2,320,937                |
| 12. září 2013             | Greensboro                | USA                       | Greensboro Coliseum       | Ed Sheeran Casey James                        | 13,650 / 13,650              | $1,109,253                |
| 13. září 2013             | Raleigh                   | USA                       | PNC Arena                 | Ed Sheeran Casey James                        | 13,941 / 13,941              | $1,088,612                |
| 14. září 2013             | Charlottesville           | USA                       | John Paul Jones Arena     | Ed Sheeran Casey James                        | 12,689 / 12,689              | $997,216                  |
| 19. září 2013             | Nashville                 | USA                       | Bridgestone Arena         | Ed Sheeran Casey James                        | 41,292 / 41,292              | $3,336,545                |
| 20. září 2013             | Nashville                 | USA                       | Bridgestone Arena         | Ed Sheeran Casey James                        | 41,292 / 41,292              | $3,336,545                |
| 21. září 2013             | Nashville                 | USA                       | Bridgestone Arena         | Ed Sheeran Casey James                        | 41,292 / 41,292              | $3,336,545                |
| Etapa 2 – Oceánie         |                           |                           |                           |                                               |                              |                           |
| 29. listopadu 2013        | Auckland                  | Nový Zéland               | Spark Arena               | Neon Trees                                    | 30,799 / 30,799              | $3,100,290                |
| 30. listopadu 2013        | Auckland                  | Nový Zéland               | Spark Arena               | Neon Trees                                    | 30,799 / 30,799              | $3,100,290                |
| 1. prosince 2013          | Auckland                  | Nový Zéland               | Spark Arena               | Neon Trees                                    | 30,799 / 30,799              | $3,100,290                |
| 4. prosince 2013          | Sydney                    | Austrálie                 | Allianz Stadium           | Guy Sebastian Neon Trees                      | 40,930 / 40,930              | $4,096,060                |
| 7. prosince 2013          | Brisbane                  | Austrálie                 | Suncorp Stadium           | Guy Sebastian Neon Trees                      | 38,907 / 38,907              | $3,895,810                |
| 11. prosince 2013         | Perth                     | Austrálie                 | nib Stadium               | Guy Sebastian Neon Trees                      | 21,827 / 21,827              | $2,364,080                |
| 14. prosince 2013         | Melbourne                 | Austrálie                 | Etihad Stadium            | Guy Sebastian Neon Trees                      | 47,257 / 47,257              | $4,547,250                |
| Etapa 3 – Evropa          |                           |                           |                           |                                               |                              |                           |
| 1. února 2014             | Londýn                    | Anglie                    | The O2 Arena              | The Vamps                                     | 74,740 / 74,740              | $5,829,240                |
| 2. února 2014             | Londýn                    | Anglie                    | The O2 Arena              | The Vamps                                     | 74,740 / 74,740              | $5,829,240                |
| 4. února 2014             | Londýn                    | Anglie                    | The O2 Arena              | The Vamps                                     | 74,740 / 74,740              | $5,829,240                |
| 7. února 2014             | Berlín                    | Německo                   | O2 World                  | Andreas Bourani                               | 10,350 / 10,350              | $755,006                  |
| 10. února 2014            | Londýn                    | Anglie                    | The O2 Arena              | The Vamps                                     | [ p. 1 ]                     | [ p. 1 ]                  |
| 11. února 2014            | Londýn                    | Anglie                    | The O2 Arena              | The Vamps                                     | [ p. 1 ]                     | [ p. 1 ]                  |
| Etapa 4 – Asie            |                           |                           |                           |                                               |                              |                           |
| 30. května 2014           | Šanghaj                   | Čína                      | Mercedes-Benz Arena       | —                                             | 12,793 / 12,793              | $1,864,934                |
| 1. června 2014            | Saitama                   | Japonsko                  | Saitama Super Arena       | CTS                                           | 20,046 / 20,046              | $1,837,147                |
| 4. června 2014            | Jakarta                   | Indonésie                 | MEIS Ancol                | Nicole Zefanya                                | 8,130 / 8,130                | $1,481,473                |
| 6. června 2014            | Pasay                     | Filipíny                  | Mall of Asia Arena        | Meg Bucsit                                    | 9,775 / 9,775                | $1,511,662                |
| 9. června 2014            | Singapur                  | Singapur                  | Singapore Indoor Stadium  | Imprompt-3                                    | 16,344 / 16,344              | $2,524,080                |
| 11. června 2014           | Kuala Lumpur              | Malajsie                  | Putra Indoor Stadium      | IamNeeta                                      | 7,525 / 7,525                | $998,608                  |
| 12. června 2014           | Singapur                  | Singapur                  | Singapore Indoor Stadium  | Imprompt-3                                    | [ p. 2 ]                     | [ p. 2 ]                  |
| Celkově                   | Celkově                   | Celkově                   | Celkově                   | Celkově                                       | 1,702,933 / 1,702,933 (100%) | $150,184,971              |

### Zrušené koncerty
| Datum          | Město   | Stát    | Místo        | Důvod              |
| -------------- | ------- | ------- | ------------ | ------------------ |
| 9. června 2014 | Bangkok | Thajsko | Impact Arena | Politické nepokoje |